# Jérôme d'Ambrosio
Jérôme d'Ambrosio (* 27. prosince 1985, Etterbeek, Belgie) je belgický automobilový závodník. V roce 2011 jezdil ve Formuli 1 pro stáj Marussia Virgin.

## Kariéra před Formulí 1
Svou kariéru zahájil v letech 1995–2002 v motokárách. V tomto období vyhrál 3× národní šampionát a v roce 2000 se mu povedlo vyhrát Junior Monaco Cart Cup, mezi jehož držitele patří například Robert Kubica, nebo mistr světa ve Formuli 1 Sebastian Vettel. V letech 2003–2006 jezdil převážně v sériích Formule Renault.
V roce 2007 se zúčastnil mezinárodního šampionátu Formule Master, který s přehledem vyhrál. To mu zajistilo angažmá u týmu DAMS v GP2 Series, ve které závodil do roku 2010.

## Formule 1

### 2011: Marussia Virgin Racing
V roce 2010 byl testovacím jezdcem týmu Renault F1, v průběhu sezony pak vystřídal pro čtyři páteční tréninky Lucase di Grassiho v týmu Virgin Racing. Právě toho nahradil v roce 2011, který se stal jeho debutovým rokem ve Formuli 1.

### 2012: Lotus F1 Team
V roce 2012 se stal rezervním jezcem Lotusu. Kvůli zákazu startu Romaina Grosjeana na Monze dostal příležitost odjet závodní víkend, ve VC Itálie obsadil 13. místo.

### 2013: Lotus F1 Team
Testovací pilot.

## Kompletní výsledky
| Legenda k tabulce | Legenda k tabulce                                                                       |
| Barva             | Výsledek                                                                                |
| ----------------- | --------------------------------------------------------------------------------------- |
| Zlatá             | Vítěz                                                                                   |
| Stříbrná          | 2. místo                                                                                |
| Bronzová          | 3. místo                                                                                |
| Zelená            | Bodované umístění                                                                       |
| Modrá             | Nebodované umístění                                                                     |
| Modrá             | Dokončil neklasifikován (NC)                                                            |
| Fialová           | Odstoupil (Ret)                                                                         |
| Červená           | Nekvalifikoval se (DNQ)                                                                 |
| Červená           | Nepředkvalifikoval se (DNPQ)                                                            |
| Černá             | Diskvalifikován (DSQ)                                                                   |
| Bílá              | Nestartoval (DNS)                                                                       |
| Bílá              | Závod zrušen (C)                                                                        |
| Světle modrá      | Pouze trénoval (PO)                                                                     |
| Světle modrá      | Páteční testovací jezdec (TD)                                                           |
| Bez barvy         | Netrénoval (DNP)                                                                        |
| Bez barvy         | Vyřazen (EX)                                                                            |
| Bez barvy         | Nepřijel (DNA)                                                                          |
| Bez barvy         | Odvolal účast (WD)                                                                      |
| Bez barvy         | Nezúčastnil se (prázdné)                                                                |
| Označení          | Význam                                                                                  |
| Tučnost           | Pole position                                                                           |
| Kurzíva           | Nejrychlejší kolo                                                                       |
| †                 | Jezdec nedojel do cíle, ale byl klasifikován, protože odjel více než 90 % délky závodu. |
| ‡                 | Byl udělován poloviční počet bodů, protože bylo odjeto méně než 75 % délky závodu.      |
| Horní index       | Umístění bodujících jezdců ve sprintu                                                   |

### Formule 1
| Rok  | Tým                    | Šasi          | Motor                  | 1      | 2       | 3      | 4      | 5      | 6      | 7      | 8      | 9      | 10     | 11     | 12     | 13      | 14     | 15     | 16     | 17     | 18      | 19     | 20  | Body | Umístění  |
| ---- | ---------------------- | ------------- | ---------------------- | ------ | ------- | ------ | ------ | ------ | ------ | ------ | ------ | ------ | ------ | ------ | ------ | ------- | ------ | ------ | ------ | ------ | ------- | ------ | --- | ---- | --------- |
| 2010 | Virgin Racing          | Virgin VR-01  | Cosworth CA2010 2.4 V8 | BHR    | AUS     | MAL    | CHN    | ESP    | MON    | TUR    | CAN    | EUR    | GBR    | GER    | HUN    | BEL     | ITA    | SIN TD | JPN TD | KOR TD | BRA TD  | ABU    |     | –    | –         |
| 2011 | Marussia Virgin Racing | Virgin MVR-02 | Cosworth CA2011 2.4 V8 | AUS 14 | MAL Ret | CHN 20 | TUR 20 | ESP 20 | MON 20 | CAN 14 | EUR 22 | GBR 17 | GER 18 | HUN 19 | BEL 17 | ITA Ret | SIN 18 | JPN 21 | KOR 20 | IND 16 | ABU Ret | BRA 19 |     | 0    | 24. místo |
| 2012 | Lotus F1 Team          | Lotus E20     | Renault RS27-2012      | AUS    | MAL     | CHN    | BHR    | ESP    | MON    | CAN    | EUR    | GBR    | GER    | HUN    | BEL    | ITA 13  | SIN    | JPN    | KOR    | IND    | ABU     | USA    | BRA | 0    | 23. místo |

### Formule E
| Rok     | Tým                          | Šasi           | Pohonná jednotka    | 1      | 2       | 3      | 4      | 5       | 6       | 7       | 8       | 9       | 10     | 11     | 12      | 13     | Body | Umístění  |
| ------- | ---------------------------- | -------------- | ------------------- | ------ | ------- | ------ | ------ | ------- | ------- | ------- | ------- | ------- | ------ | ------ | ------- | ------ | ---- | --------- |
| 2014–15 | Dragon Racing                | Spark SRT01-e  | SRT01-e             | BEI 6  | PUT 5   | PDE 8  | BNA 14 | MIA 4   | LBH 6   | MON 5   | BER 1   | MOS 11  | LON 2  | LON 2  |         |        | 113  | 4. místo  |
| 2015–16 | Dragon Racing                | Spark SRT01-e  | Venturi VM200-FE-01 | BEI 5  | PUT 14† | PDE 3  | BNA 16 | MEX 1   | LBH 7   | PAR 11  | BER 16  | LON 8   | LON 3  |        |         |        | 83   | 5. místo  |
| 2016–17 | Faraday Future Dragon Racing | Spark SRT01-e  | Penske 701-EV       | HKG 7  | MAR 13  | BUE 8  | MEX 14 | MON Ret | PAR Ret | BER 13  | BER 13  | NYC Ret | NYC 10 | MTL 11 | MTL 9   |        | 13   | 18. místo |
| 2017–18 | Dragon Racing                | Spark SRT01-e  | Penske EV-2         | HKG NC | HKG 15  | MAR 15 | SAN 8  | MEX 11  | PDE 9   | ROM 7   | PAR 12  | BER 19  | ZUR 3  | NYC 13 | NYC Ret |        | 27   | 14. místo |
| 2018–19 | Mahindra Racing              | Spark SRT05e   | Mahindra M5Electro  | ADR 3  | MAR 1   | SAN 10 | MEX 4  | HKG Ret | SNY 6   | ROM 8   | PAR Ret | MON 11  | BER 17 | BRN 13 | NYC 9   | NYC 11 | 67   | 11. místo |
| 2019–20 | Mahindra Racing              | Spark–Mahindra | Mahindra M6Electro  | ADR 9  | ADR DNS | SAN NC | MEX 10 | MRK 13  | BER 5   | BER DSQ | BER 7   | BER 15  | BER 16 | BER 18 |         |        | 19   | 16. místo |

## Soukromý život
Od roku 2017 byl zasnoubený s princeznou Eleonorou Habsbursko-Lotrinskou. Od roku 2020 jsou s Eleonorou manželé.